# Фахад Аль-Біші
Фахад Аль-Біші (араб. فهد الهريفي البيشي, нар. 10 вересня 1965) — саудівський футболіст, що грав на позиції півзахисника.
Виступав за клуб «Аль-Наср» (Ер-Ріяд), а також національну збірну Саудівської Аравії. За опитуванням IFFHS увійшов до списку найкращих футболістів Азії ХХ століття під 27-м номером.

## Клубна кар'єра
У дорослому футболі дебютував 1984 року виступами за команду клубу «Аль-Наср» (Ер-Ріяд), кольори якої і захищав протягом усієї своєї кар'єри гравця, що тривала сімнадцять років.

## Виступи за збірну
1988 року дебютував в офіційних матчах у складі національної збірної Саудівської Аравії. Протягом кар'єри у національній команді, яка тривала 7 років, провів у формі головної команди країни 65 матчів, забивши 24 голи.
У складі збірної був учасником кубка Азії з футболу 1992 року в Японії, де разом з командою здобув «срібло», чемпіонату світу 1994 року у США, а також домашнього розіграшу Кубка конфедерацій 1992 року, де разом з командою здобув «срібло».

## Титули і досягнення
- Срібний призер Азійських ігор: 1986
- Володар Кубка Азії: 1988
- Срібний призер Кубка Азії: 1992